# Cyclops laurenticus
Cyclops laurenticus är en kräftdjursart som beskrevs av Lindberg 1956. Cyclops laurenticus ingår i släktet Cyclops och familjen Cyclopidae. Inga underarter finns listade i Catalogue of Life.